# Kärleken till de tre apelsinerna (opera)

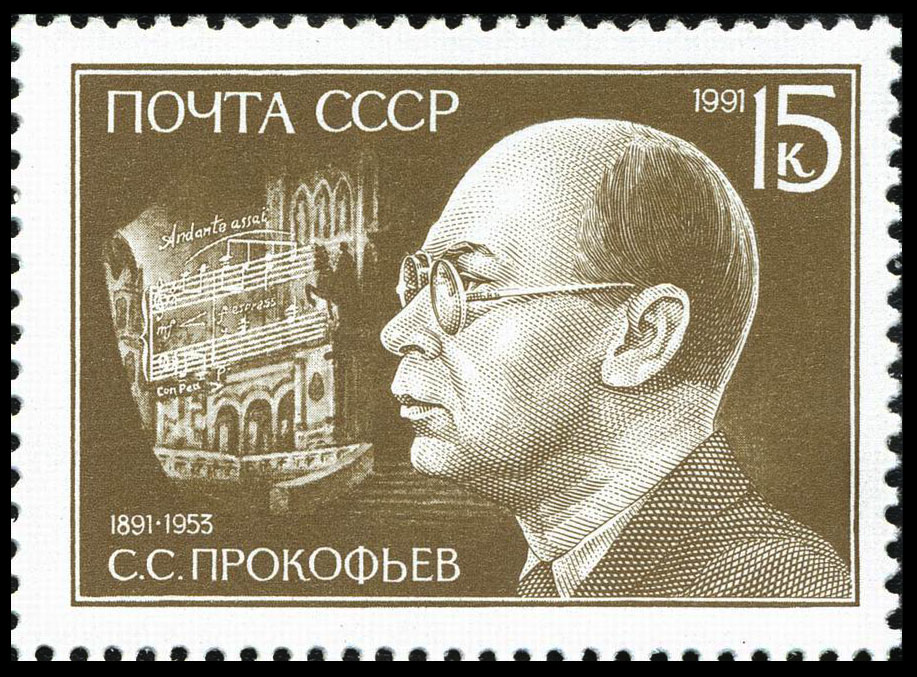
Prokofjev på sovjetiskt frimärke 1991.

Kärleken till de tre apelsinerna (ryska: Любовь к трём апельсинам, Ljubov' k trjom apel'sinam), Op. 33, är en opera i fyra akter (tio scener) med musik av Sergej Prokofjev och till ett libretto av tonsättaren som bygger på en italiensk fabia-pjäs, L'amore delle tre melarance av Carlo Gozzi.

## Historia
Prokofjev fick uppdraget att komponera operan vid sitt första USA-besök 1918 av Cleofonte Campanini, direktör för Chicago Opera Association. Men då Campanini avled sköts premiären upp tills den nya operachefen Mary Garden genomförde premiären i den franska versionen som Prokofjev hade utarbetat tillsammans med Vera Janacopulos.
Operan uruppfördes i Chicago den 30 september 1921 med komponisten som dirigent och 1926 i Petrograd. Verket vann föga anklang vid premiären men tillhör nu standardrepertoaren. Den svenska premiären ägde rum på Stora Teatern, Göteborg den 2 maj 1970.

## Personer
- Klöver Kung (Bas)
- Prins Tartaglia, hans son (Tenor)

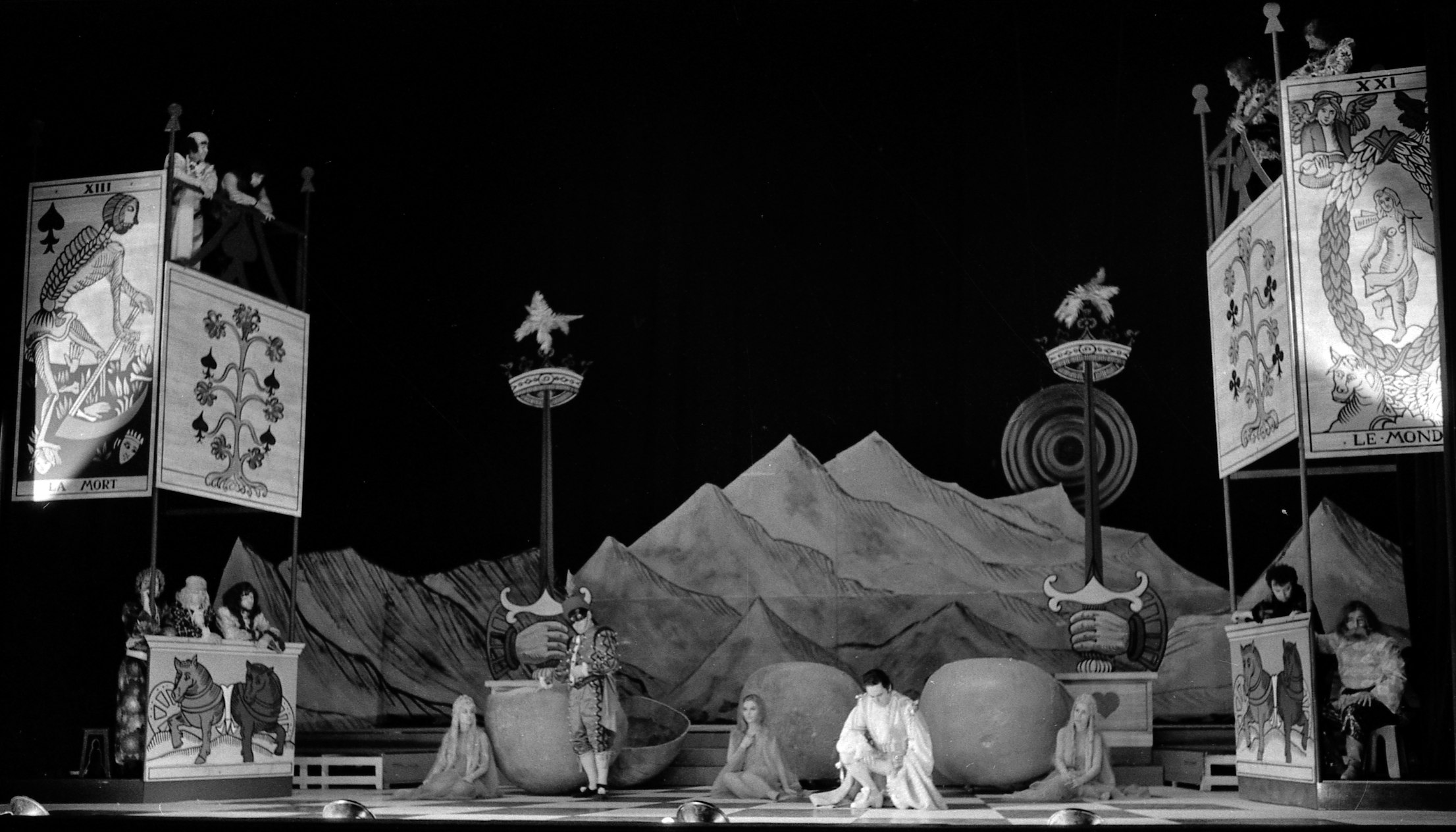

- Prinesessan Clarice, Klöver kungs brorsdotter (Alt)
- Leandro, premiärminister, klädd som Spader Kung (Baryton)
- Truffaldino, kungens hovnarr (Tenor)
- Pantalone, kungens förtrogne (Baryton)
- Chelio, trollkarl (Bas)
- Fata Morgana, häxa (Sopran)
- Linetta, Nicoletta, Ninetta, apelsinprinsessorna (Alt, mezzosopran, sopran)
- Creontes kock (Bas)
- Farfarello, djävul (Bas)
- Härolden (Bas)
- Smeraldina, Fata Morganas tjänarinna (Mezzosopran)
- Ceremonimästaren (Tenor)
- Tio enstöringar, tragedins respektive farsens förespråkare, träskallar, smådjävlar, läkare, hovfolk (kör)
- Vanskapta, fyllbultar, matvrak, vakter, tjänare, fyra soldater (statister)

## Handling
Operan utspelar sig i sagans värld.
Prolog
Förespråkare för de olika formerna av scenisk konst kräver alla den teaterform som passar dem och vill handgripligen genomdriva sina anspråk. Teaterdirektionens företrädare, enstöringarna, jagar bort de tvistande från scenen och kräver att varje åskådares önskemål skall bli tillgodosett genom ett stycke som bär det märkliga namnet Kärleken till de tre apelsinerna. De fattar därefter posto i två vakttorn på ömse sidor om scenen för att övervaka såväl publik som föreställning. En härold ropar ut historien om Klöver kungs mjältsjuke son.
Akt I
Klöver kung är bekymrad för arvsföljden eftersom hans ende son är sjuk i melankoli. 
Ett läkarlag diagnosticerar obotlig hypokondri hos prinsen. Enligt en folklig uppfattning kan sjukdomen endast botas genom skratt. Kungens rådgivare Pantalone föreslår en fest och kungen befaller att man skall ställa till med en sådan. En yrkesgycklare engageras: Truffaldino. Premiärminister Leandro, som inte är intresserad av att tronföljaren blir frisk, sätter sig emot idén.
Klöver kungs beskyddare Chelio och Leandros beskyddare Fata Morgana, som båda är trollkunniga, ligger i fejd och avgör den genom att spela kort. Chelio ligger under. Klöver kungs brorsdotter Clarice vill själv sitta på tronen och har därför allierat sig med Leandro, som hon har lovat gifta sig med om han dödar prinsen. Leandro har tänkt sig att nå sitt mål med hjälp av mördande tråkig högläsning, men Clarice väntar sig omgående resultat. Fata Morganas tjänarinna Smeraldina underrättar premiärminister Leandro om den underjordiska maktkampen. Chelio stöder prinsen, medan Fata Morgana står på premiärministerns sida. Trollkarlen Chelio har emellertid blivit försvagad och lyssnar inte längre till djävulen. Korten ser bra ut för Leandro.
Akt II
Truffaldinos uppmuntringsförsök visar sig inte ha någon verkan på prinsen. Mot sin vilja släpas hypokondrikern till festen. Men all möda och allt besvär är förgäves. Prinsen skrattar inte en enda gång. Då dyker Fata Morgana upp och hamnar i en tvist med Truffaldino, som blir våldsam. Den gamla kvinnan snubblar och faller. Då börjar prinsen skratta och blir botad. Men Fata Morgana uttalar genast en förbannelse över honom: Han kommer att förälska sig i tre apelsiner. Prinsen ger sig mot faderns vilja i väg för att söka efter de tre apelsinerna. Farfarello blåser med hjälp av en blåsbälg bort prinsen och dennes följeslagare Truffaldino.
Akt III
När trollkarlen Chelio låg under i spelet, vägrade Fararello att lyda honom. Men Chelio lyckas ändå ge Truffaldino ett magiskt band. Detta skall hjälpa honom hos Creontes kock, som bevakar de tre apelsinerna. I Creontes kök stjäl prinsen de tre frukterna, medan Truffaldino avleder kockens uppmärksamhet med bandet. Båda kommer undan med livet i behåll.
Under den mödosamma hemfärden blir prinsen och Truffaldino trötta och törstiga. Medan prinsen sover skär Truffaldino trots Chelios varningar upp två apelsiner. Ur dem stiger två prinsessor som behöver vatten och som måste törsta ihjäl i öknen. Truffaldino får dåligt samvete och slinker därifrån. När prinsen öppnar den tredje apelsinen faller prinsessan Ninetta i hans armar. Men även hon kommer att törsta ihjäl om inte enstöringarna, mot alla konstens regler, bär upp ett ämbar vatten på scenen. Ninetta sänder sedan sin prins i förväg för att hämta passande kläder åt henne. Smeraldina förvandlar den väntande Ninetta till en råtta och intar själv prinsessans plats. Den olycklige prinsen tvingas av sin far att föra hem Smeraldina som brud.
Akt IV
Chelio och Fata Morgana förebrår varandra för att vara osportsliga. Men Fata Morgana är den starkare och därför grips hon av enstöringarna, som låter spärra in henne i ett av tornen på proscenen. Det blir Chelios uppgift att ordna ett lyckligt slut. 
Allt är klart för bröllopet. Men på tronen sitter en råtta. Chelio lyckas inte lösa trolldomen. Då skjuter vakten djuret, och Ninetta uppenbarar sig. Leandro och Clarices konspiration med Smeraldina blir uppenbar. Kungen befaller att de skall hängas. Men Fata Morgana flyr tillsammans med sina skyddslingar genom en fallucka. Men allt slutar ändå i allmänt jubel och med ett lyckligt slut.